# Oberlunkhofen
Oberlunkhofen es una comuna suiza del cantón de Argovia, situada en el distrito de Bremgarten. Limita al norte con la comuna de Unterlunkhofen, al este con Arni, al sur con Jonen, y al oeste con Rottenschwil.